# Stara Grabownica
Stara Grabownica (prononciation : [ˈstara ɡrabɔvˈnit͡sa]) est un village polonais de la gmina d'Ostrów Mazowiecka dans le powiat d'Ostrów Mazowiecka de la voïvodie de Mazovie dans le centre-est de la Pologne.
Il se situe à environ 4 kilomètres au sud d'Ostrów Mazowiecka (siège du powiat) et à 87 kilomètres au nord-est de Varsovie (capitale de la Pologne).
Le village compte approximativement une population de 350 habitants en 2007.

## Histoire
De 1975 à 1998, le village appartenait administrativement à la Powiat d'Ostrów dans la voïvodie d'Ostrołęka.